# Der Garten der Finzi Contini
Der Garten der Finzi Contini (Originaltitel: Il giardino dei Finzi-Contini) ist ein italienisch-deutsches Filmdrama von Vittorio De Sica aus dem Jahr 1970 nach dem Roman Die Gärten der Finzi-Contini (Il giardino dei Finzi-Contini) von Giorgio Bassani.

## Handlung
Der wohlhabende jüdische Literaturprofessor Finzi-Contini lebt in der italienischen Stadt Ferrara mit seiner Frau und den beiden Kindern Micòl und Alberto auf einem herrschaftlichen Anwesen mit weitläufigem Garten. Gegen Ende der 1930er Jahre ist es der jüdischen Bevölkerung nicht mehr erlaubt, am gesellschaftlichen Leben teilzunehmen. Rassengesetze schränken seit 1938 die Bewegungsfreiheit der Juden ein, doch die Finzi-Contini verachten die Faschisten und verdrängen die Gefahr. Sie halten in souveräner Verachtung der Faschisten an ihrer traditionell-großbürgerlichen Lebensweise fest. Um sich und seinen Kindern die Teilhabe an gemeinsamer Freizeitgestaltung mit Freunden zu ermöglichen, öffnen sie ihren großen Garten, der von einer hohen Mauer umschlossen ist, für die Allgemeinheit. Micòl und Alberto können so mit anderen Jugendlichen Tennis spielen, was Juden im Tennisclub verboten wurde. Giorgio, der aus der öffentlichen Bibliothek verwiesen wird, kann auch die Bibliothek der Finzi-Contini für sein Promotionsvorhaben nutzen. So kommen Micòl und Giorgio zusammen; sie kennen sich schon seit Kindheitstagen, was in Rückblenden erzählt wird. Die Mauer um den Garten trennt ein friedliches „Innen“ vom zunehmend feindlichen „Außen“; sie symbolisiert aber auch die Selbstisolation einer untergehenden Welt gegenüber der zunehmenden Dramatik des Geschehens in Italien und der Welt. In diesem abgeschotteten und stolzen Kern des jüdischen Lebens in Ferrara entwickeln sich trotz aller Verschiedenheiten der sozialen Herkunft und des Ritus Freundschaften, aber auch spannungsreiche Beziehungen.
Giorgios Vater, ein Arzt und ebenfalls Jude, ist von den reichen Finzi-Contini nicht begeistert; er hält sie, die ihre Kinder trotz der Kritik des Regimes noch auf Privatschulen schicken, für arrogant. Er verneint die Gefahr einer Zuspitzung der Situation der Juden, die Giorgio für stets gegeben hält, und versucht diesen davon zu überzeugen, dass Mussolini besser als Hitler sei – unklar ist, ob er das wirklich selbst glaubt. Die sensible, aber versnobt wirkende Micòl ist vor allem um ihren Bruder Alberto besorgt, der gesundheitlich angeschlagen ist und sich mit dem nicht-jüdischen Kommilitonen Bruno Malnate abgibt. Micòl hält ihn für keinen guten Umgang, unter anderem weil er mit den Sozialisten sympathisiert, und weist ihn ab: Er sei unhöflich und „zu behaart“. Giorgio freundet sich hingegen mit Malnate ebenso wie mit Micòls Bruder Alberto an.
Micòl kommt nach ihrem Examen in Venedig Ostern 1939 nach Ferrara zurück. Ihre Abschlussnote wurde von ihrem Deutschprofessor gedrückt. Sie weist das Werben Giorgios ab, der sie seit seiner Jugend liebt. Nach der Trennung von Micòl reist Giorgio zu seinem Bruder, der in Frankreich studiert. Hier erfährt er zum ersten Mal von den Konzentrationslagern und der Gewalt gegen die jüdische Bevölkerung in Deutschland. Als er zurückkehrt, weist ihn Micòl erneut ab. Sie möchte nur die Erinnerung an ihre Jugendfreundschaft behalten, trifft sich aber mit Malnate. An die Stelle großer gegenseitiger Offenheit treten nun Heimlichkeiten. Als Giorgio dieses entdeckt, trifft ihn das schwer. Alberto erliegt seiner Krankheit, Malnate wird eingezogen und fällt als Soldat des italienischen Korps in Russland. Wochenschauen verdeutlichen die Zuspitzung der Kriegssituation.
Mit Beginn der deutschen Besetzung Italiens im September 1943 wird die Lage für Italiens Juden immer bedrohlicher. Giorgio flieht vor dem Zugriff der Polizei, die ihn aus einem Kino heraus verhaftet hat (es handelt sich vermutlich um deutsche Geheimpolizisten, denn sie erscheinen in einem Wagen mit dem Kennzeichen „WH – Wehrmacht Heer“, allerdings mit italienischem Fahrer). Man verhaftet auch die Finzi-Contini, um sie zu deportieren. Micòl trifft in ihrem ehemaligen Klassenzimmer, der Sammelstelle für die auf ihre Deportation wartenden Juden, auf Giorgios Vater, der ebenfalls inhaftiert wurde, und erfährt von ihm, dass es Giorgio gelungen sei, ins Ausland zu fliehen. Zum Schluss erklingt das jüdische Gebet El male rachamim, das am Jom haScho’a, dem „Tag des Gedenkens an Shoa und Heldentum“, vorgetragen wird: Man muss davon ausgehen, dass die Deportierten in deutschen Konzentrationslagern ermordet worden sind.

## Kritik
„Stellenweise unnötig vergröbernde, im großen und ganzen jedoch adäquate Verfilmung eines Romans von Giorgio Bassani. Kein antifaschistischer Film gewohnten Schemas, sondern eine elegisch-leise, wirklichkeitsentrückte Darstellung, die Zeitgeschichte in privaten Gefühlen und Problemen spiegelt.“

## Hintergrund
Der Film hatte am 4. Dezember 1970 Premiere. Er steht in einer Reihe von italienischen Filmen, die sich Ende der 1960er Jahre mit dem Thema Faschismus befassen, darunter Luchino Viscontis Die Verdammten (1968) und Bernardo Bertoluccis Der große Irrtum (1969).
Die literarische Vorlage erschien 1962, die deutsche Übersetzung ein Jahr später. Der Autor Giorgio Bassani, der bis zu seiner Verhaftung im Sommer 1943 in Ferrara lebte und dessen Werk eine besondere „Liebe zur Heimatstadt“ durchzieht, setzte damit „der jüdischen Gemeinde und ihrem Untergang in der einstmals legendär judenfreundlichen Stadt ein Denkmal aus eigenem Erleben“. Die Haltung der Juden von Ferrara und Italiens insgesamt zum Faschismus war mindestens zeitweise ambivalent. 1932–1935 war der zum Katholizismus konvertierte Guido Jung italienischer Finanzminister, und bis 1939 war der Jude Dante Almansi hoher Polizeifunktionär, was zur subjektiven Beruhigung beitrug. Vor allem Monarchisten (und die Finzi-Contini des Romans darf man wohl dazu zählen) fühlten sich entweder zeitweise sicher, hatte doch der König die Rassengesetze zunächst abgelehnt und sich dann geweigert, seinen jüdischen Leibarzt zu entlassen, oder sie bekannten sich demonstrativ zum König, um nicht selbst als Antifaschisten zu gelten. Im Film sind die politischen Dialoge des Romans, der Streit um die Rolle der Westmächte und Stalins und die Aussagen, die sich auf die Assimilation der Juden in Italien beziehen, stark gekürzt.
Da die Hauptfiguren des Films leicht identifizierbar waren – sogar der Hund der Finzi-Magrini (so ihr wirklicher Name) trägt im Roman und im Film den gleichen Namen wie in Wirklichkeit –, kritisierte Bassani, der in vielen Details mit dem Ich-Erzähler des Romans identifiziert werden kann, die Abweichungen des Drehbuchs von seinem Roman, in welchem die biographischen Fakten korrekter dargestellt wurden. So wurde beispielsweise sein Vater nicht ins KZ eingeliefert.

## Auszeichnungen
- Internationale Filmfestspiele Berlin 1971:
  - Bester Langfilm

- David di Donatello 1971:
  - Bester italienischer Film

- Oscar 1972:
  - Bester fremdsprachiger Film
  - Bestes adaptiertes Drehbuch (nominiert)

- British Academy Film Awards 1973:
  - Beste Kamera (nominiert)
  - United Nations Award